# روابط ارمنستان و فلسطین
روابط ارمنستان و فلسطین به روابط ارمنستان و فلسطین اشاره دارد. ارمنستان از تشکیل دولت فلسطین حمایت می‌کند. ارمنستان یکی از کشورهای ناظر اتحادیه عرب است که فلسطین نیز عضو کامل آن است. سرژ سارگسیان رئیس‌جمهور پیشین ارمنستان در مصاحبه با المیادین اعلام کرد که ارمنستان از تعیین سرنوشت مردم فلسطین حمایت می‌کند. محمود عباس، رئیس‌جمهور فلسطین نیز اعلام کرده است که از گسترش ارمنستان حمایت می‌کند و ارامنه را متحد بزرگ فلسطین خوانده است. در ۲۱ ژوئن ۲۰۲۴، دولت ارمنستان کشور فلسطین را به رسمیت شناخت.

## تاریخچه

### دهه ۲۰۱۰
در ۲۰ ژوئن ۲۰۱۱، نبیل شعث، نماینده فتح، با ادوارد نالباندیان وزیر امور خارجه دیدار کرد تا از حمایت ارمنستان در درخواست فلسطین برای عضویت در سازمان ملل متحد حمایت کند. پس از آن، شعث اعلام کرد که تعدادی از کشورها به او اطلاع داده‌اند که فلسطین را در هفته‌های آینده به رسمیت می‌شناسند و انتظار دارد ارمنستان اولین کشور باشد. با این حال، دولت ارمنستان هیچ بیانیه ای در رابطه با این دیدار منتشر نکرد. وضعیت فلسطین از نظر دولت ارمنستان مشابه مناقشه قره باغ کوهستانی بود و هر گونه به رسمیت شناختن کشور فلسطین از سوی ارمنستان، سابقه ای برای حق تعیین سرنوشت در آن منطقه ایجاد می‌کند. در مورد موقعیت‌های مشابه، رئیس‌جمهور سرژ سرکیسیان قبلاً اظهار داشت: «با وجود مناقشه قره باغ کوهستانی، ارمنستان تا زمانی که جمهوری قره باغ کوهستانی را به رسمیت نشناسد، نمی‌تواند موجودیت دیگری را در همان وضعیت به رسمیت بشناسد.»

### دهه ۲۰۲۰
در ژانویه ۲۰۲۰، آرمن سرکیسیان، رئیس‌جمهور ارمنستان از بیت لحم دیدن کرد و با محمود عباس، رئیس‌جمهور فلسطین دیدار کرد. در نوامبر ۲۰۲۱، آرارات میرزویان وزیر امور خارجه ارمنستان با همتای فلسطینی خود در پاریس دیدار کرد.
در ۲۷ اکتبر ۲۰۲۳، ارمنستان یکی از ۱۲۱ کشوری بود که به قطعنامه مجمع عمومی که خواستار آتش‌بس فوری در جنگ بین اسرائیل و غزه بود رای مثبت داد. در ۲۱ ژوئن ۲۰۲۴، دولت ارمنستان کشور فلسطین را مطابق با موارد فوق و در راستای تعهد خود به قوانین بین‌المللی، برابری، حاکمیت و همزیستی مسالمت آمیز مردمان به رسمیت شناخت. در ۲۷ سپتامبر ۲۰۲۴، در حاشیه نشست سطح عالی مجمع عمومی سازمان ملل متحد در نیویورک، محمد مصطفی نخست‌وزیر کشور فلسطین و آرارات میرزویان، وزیر امور خارجه ارمنستان، بیانیه مشترکی را دربارهٔ برقراری روابط دیپلماتیک امضا کردند.

## روابط فرهنگی
خارج از روابط دولتی، بسیاری از ارامنه و فلسطینی‌ها به دلیل سیاست خارجی و بدرفتاری اسرائیل به یکدیگر به صورت همبستگی نگاه می‌کنند. برای سال‌های متمادی، احساسات ضد ارمنی (اغلب با احساسات ضد مسیحی آمیخته) در اسرائیل در حال رشد بود که همزمان با رشد عمومی ناسیونالیسم صهیونیستی بود. این در گزارشی در سال ۲۰۰۹ دیده می‌شود که ادعا می‌کند که ارمنی‌ها اغلب توسط یهودیان حردی و ارتدوکس با پرت کردن آب دهان تحقیر می‌شوند. در سال ۲۰۲۳، نفرت ضد مسیحی، در کنار نفرت ضد فلسطینی، به سطوحی افزایش یافت که قبلاً دیده نشده بود. یک مسئله دیرینه بین ارمنستان و اسرائیل که به همبستگی بیشتر اشاره می‌کند، مسئله دیرینه اسرائیل با نسل‌کشی ارمنی‌ها است. موضع دولت این کشور از به رسمیت شناختن اجتناب کرده است تا به روابطش با ترکیه و جمهوری آذربایجان آسیبی وارد نشود. به همین ترتیب، ارسال تسلیحات اسرائیل به جمهوری آذربایجان روابط بین دو کشور را به ویژه به دلیل پاکسازی قومی ارمنی‌ها از قره‌باغ کوهستانی تیره کرده است.

## ارامنه در فلسطین
در حال حاضر ۴۵۰۰ ارمنی در فلسطین زندگی می‌کنند. در سال ۱۹۴۸، کل جمعیت ارامنه در فلسطین ۱۵۰۰۰ نفر بود. بسیاری از ارامنه در دهه‌های اخیر به دلیل درگیری‌ها و کشمکش‌های اقتصادی مهاجرت کرده‌اند و هزاران نفر در طول جنگ اعراب و اسرائیل در سال ۱۹۴۸ به جمهوری شوروی سوسیالیستی ارمنستان بازگشته اند یا به کشورهای دیگر مهاجرت کرده‌اند. حضور ارامنه در محله ارامنه اورشلیم به قرن چهارم پس از میلاد برمی گردد و پاتریارک ارمنی اورشلیم از سال ۶۳۸ پس از میلاد تأسیس شد.

## تجارت
تجارت بین ارمنستان و فلسطین در سال‌های اخیر افزایش یافته است. صادرات از فلسطین به ارمنستان شامل داروهای بسته‌بندی شده و صادرات از ارمنستان به فلسطین شامل آب میوه و شکلات می‌باشد.